# ألين ستون
ألين ستون (بالإنجليزية: Allen Stone)‏ هو كاتب أغاني أمريكي، ولد في 13 مارس 1987 في تشولاه في الولايات المتحدة.

## وصلات خارجية
- الموقع الرسمي
- ألين ستون على موقع IMDb (الإنجليزية)
- ألين ستون على موقع ميوزك برينز (الإنجليزية)
- ألين ستون على موقع أول ميوزيك (الإنجليزية)
- ألين ستون على موقع ديسكوغز (الإنجليزية)